# Нялек-Великий
Нялек-Великий (пол. Niałek Wielki, нім. Groß Nelke) — село в Польщі, у гміні Вольштин Вольштинського повіту Великопольського воєводства.
Населення — 745 осіб (2011).
У 1975-1998 роках село належало до Зеленоґурського воєводства.

## Демографія
Демографічна структура станом на 31 березня 2011 року:
|          | Загалом | Допрацездатний вік | Працездатний вік | Постпрацездатний вік |
| -------- | ------- | ------------------ | ---------------- | -------------------- |
| Чоловіки | 365     | 84                 | 251              | 30                   |
| Жінки    | 380     | 86                 | 231              | 63                   |
| Разом    | 745     | 170                | 482              | 93                   |